# Colobostema sziladyi
Colobostema sziladyi är en tvåvingeart som först beskrevs av Zilahi-sebess 1956.  Colobostema sziladyi ingår i släktet Colobostema och familjen dyngmyggor.
Artens utbredningsområde är Ungern. Inga underarter finns listade i Catalogue of Life.